# Miss Supranational
Miss Supranational è un concorso di bellezza internazionale organizzato annualmente dall'associazione World Beauty Association di Płock. La prima edizione del concorso si è tenuta nel 2009 in Polonia ed ha visto concorrere trentasei delegate nazionali. L'anno successivo le concorrenti sono diventate sessantasei.

## Albo d'oro
| Anno | Nazione       | Miss Supranational    | Titolo nazionale   | Luogo                  |
| ---- | ------------- | --------------------- | ------------------ | ---------------------- |
| 2009 | Ucraina       | Oksana Moria          | Miss Ucraina       | Płock, Polonia         |
| 2010 | Panama        | Karina Pinilla        | Miss Panamá        | Płock, Polonia         |
| 2011 | Polonia       | Monika Lewczuk        | Miss Polonia       | Płock, Polonia         |
| 2012 | Bielorussia   | Ekaterina Buraya      | Miss Bielorussia   | Varsavia, Polonia      |
| 2013 | Filippine     | Mutya Johanna Datul   | Miss Filippine     | Minsk, Bielorussia     |
| 2014 | India         | Asha Bhat             | Miss India         | Krynica-Zdrój, Polonia |
| 2015 | Paraguay      | Stephania Stegman     | Miss Paraguay 2011 | Krynica-Zdrój, Polonia |
| 2016 | India         | Srindhi Ramesh Shetty | Miss India         | Krynica-Zdrój, Polonia |
| 2017 | Corea del Sud | Jenny Kim             | Miss Corea         | Krynica-Zdrój, Polonia |
| 2018 | Porto Rico    | Valeria Vázquez       | Miss Porto Rico    | Krynica-Zdrój, Polonia |
| 2019 | Thailandia    | Anntonia Porsild      | Miss Thailandia    | Katowice, Polonia      |
| 2021 | Namibia       | Chanique Rabe         | Miss Namibia       | Nowy Sącz, Polonia     |
| 2022 | Sudafrica     | Lalela Mswane         | Miss Sudafrica     | Nowy Sącz, Polonia     |
| 2023 | Ecuador       | Andrea Aguilera       | Miss Ecuador       | Nowy Sącz, Polonia     |
| 2024 | Indonesia     | Harashta Haifa Zahra  | Puteri Indonesia   | Nowy Sącz, Polonia     |